# Abbaye de Theres
L’abbaye de Theres est une ancienne abbaye bénédictine à Theres, dans le Land de Bavière et le diocèse de Wurtzbourg.

## Histoire
L'abbaye est fondée vers 1045 par l'évêque Suidger de Bamberg et dissoute en 1802 au cours de la sécularisation. Les bâtiments du monastère, convertis vers 1748 par Joseph Greissing (de) dans le style baroque tardif, sont acquis en 1804 par le ministre de Saxe-Cobourg Theodor von Kretschmann (de), propriétaire du château d'Erkersreuth. Il fait démolir l'église abbatiale en 1809 et convertir les bâtiments en château. L'orgue de l'église est vendu aux enchères pour 605 Reichsthalers et reconstruit dans l'église évangélique de Treysa.
En 1830, le château de Theres est devenu la propriété du Premierleutnant de Hesse Georg von Ditfurth. De 1830 à 1855, il loge son frère Franz Wilhelm von Ditfurth, collectionneur de chansons folkloriques franconiennes.  En 1856, Georg von Ditfurth vend la plupart de ses biens à Henry von Swaine et construit un château de style Tudor à l'extrémité est du parc, l'actuel château de Ditfurth. Henry Joseph Swaine, né à Londres en 1798 dans le Yorkshire (Angleterre), prend aussi les anciennes dépendances de l'abbatiale et les terres agricoles associées. En 1909, il hérite du château de Glücksbrunn (de) en Thuringe avec une filature et une exploitation minière. Il modernise la ferme, pour laquelle il importe d'Angleterre des machines modernes et des bovins reproducteurs. Son fils Richard von Swaine (de), membre du Reichstag allemand de 1871 à 1874, lui succède. En 1976, les comtes de Beust reçoivent le château en héritage.